# Diane Sawyer

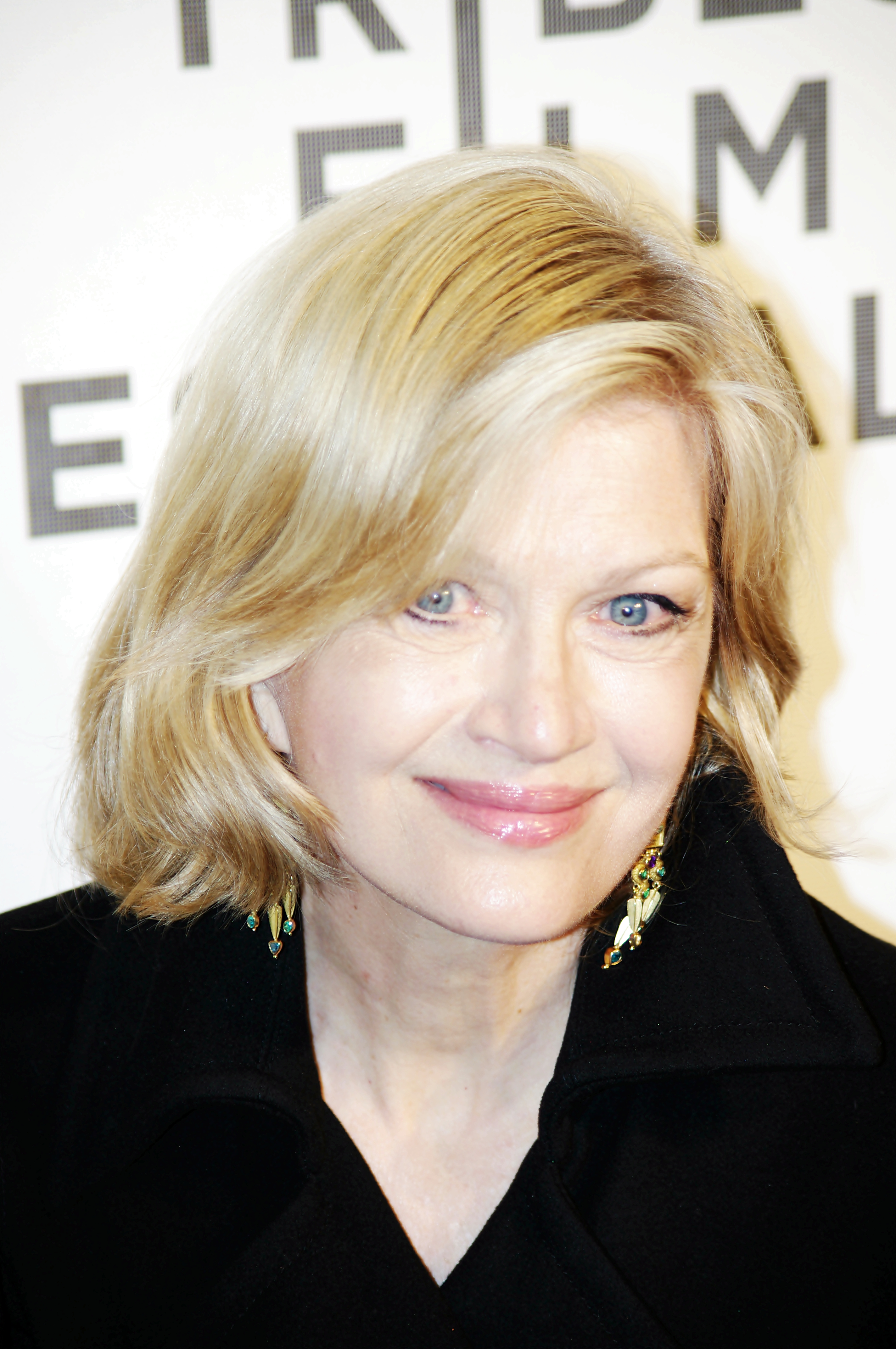
Diane Sawyer auf dem Tribeca Film Festival 2011

Lila Diane Sawyer (* 22. Dezember 1945 in Glasgow, Kentucky) ist eine US-amerikanische TV-Journalistin und -Moderatorin der American Broadcasting Company (ABC). Sie moderierte unter anderem die Sendung Good Morning America. 2007 war sie in der vom Forbes Magazine veröffentlichten „Liste der 100 einflussreichsten Frauen der Welt“ auf Platz 62 vertreten.

## Leben
Kurz nach ihrer Geburt zog ihre Familie nach Louisville, wo ihr Vater, Erbon Powers „Tom“ Sawyer auf kommunaler Ebene als Politiker und „Judge/Executive“ von Jefferson County Karriere machte. Nach seinem Tod wurde zu seinem Gedenken der E.P. „Tom“ Sawyer State Park in der Nähe von Frey’s Hill nach ihm benannt. Diane Sawyer besuchte die Seneca High School im Ortsteil Buechel von Louisville. Im Jahr 1963 gewann sie das „America’s Junior Miss“-Stipendium des Bundesstaats Kentucky. 1967 machte sie ihren Abschluss in Anglistik am Wellesley College in Massachusetts.
Sawyer war in den frühen siebziger Jahren mit Henry Kissinger liiert und lernte 1974 ihren späteren Freund Frank Gannon kennen, einen Angestellten und engen Vertrauten von Präsident Richard Nixon. Anschließend war sie mit Warren Beatty zusammen. Am 29. April 1988 heiratete sie den Regisseur Mike Nichols., der 2014 verstarb.
Sie ist unter anderem Mitglied des „CFR“ und im Vorstand der Robin Hood Foundation, einer Non-Profit-Organisation, die versucht, die Folgen von Armut in New York City zu bekämpfen.

## Karriere
Nach dem Studium der Rechtswissenschaften an der University of Louisville, arbeitete sie zunächst als lokale TV-Nachrichten-Reporterin und Wetter-Sprecherin für „WLKY-TV“ in Louisville. 1970 wurde sie von Ron Ziegler, dem damaligen Pressesekretär des Weißen Hauses, als „Chief Executive Officer“ Präsident Nixons eingestellt. Sie arbeitete bis zur Amtsübergabe von Nixon an Gerald Ford (1975) in dieser Stellung. Anschließend unterstützte sie Nixon bei der Vorbereitung auf die Interviews mit David Frost und beim Verfassen seiner Memoiren. Einige Jahre später kam das Gerücht auf, Sawyer sei die Informantin „Deep Throat“ von Bob Woodward und Carl Bernstein im Rahmen der Watergate-Affäre. Bob Woodward dementierte dies als Falschmeldung.
1978 wurde Sawyer von CBS als Korrespondentin eingestellt und drei Jahre später Co-Moderatorin von Bill Kurtis für die Sendung CBS Morning News. Von 1984 bis 1989 war sie Korrespondentin der Sendung 60 Minutes. Im gleichen Jahr wurde sie von ABC für Primetime Live abgeworben. 1999 konnte Sawyer einen lukrativen Vertrag für Good Morning America abschließen.
Politiker wie George W. Bush, Bill und Hillary Clinton (1992), Mahmud Ahmadinedschad (2007), Saddam Hussein, Fidel Castro, Robert McNamara, Nancy Reagan und Manuel Noriega standen ihr Rede und Antwort. Außergewöhnliche Interviews führte sie mit bekannten Kriminellen wie Charles Manson, Patricia Krenwinkel und Leslie Van Houten aber auch Prominenten wie der Sängerin Whitney Houston (1963–2012).
Zum Jahresende 2009 wechselte Sawyer zu ABC News und moderierte bis zum August 2014 wochentags deren Hauptsendung ABC World News.

## Auszeichnungen (Auszug)
- 11 Emmy Awards
- 2 Peabody Awards
- „Robert F. Kennedy Journalism Award“ (Großer Preis), 2000
- 2 Dupont Awards
- „Lifetime Achievement Award“ der Irish Radio Transmitters Society
- „USC Distinguished Achievement in Journalism Award“
- George Polk Award, 2004[11]